# 艾克塔克島

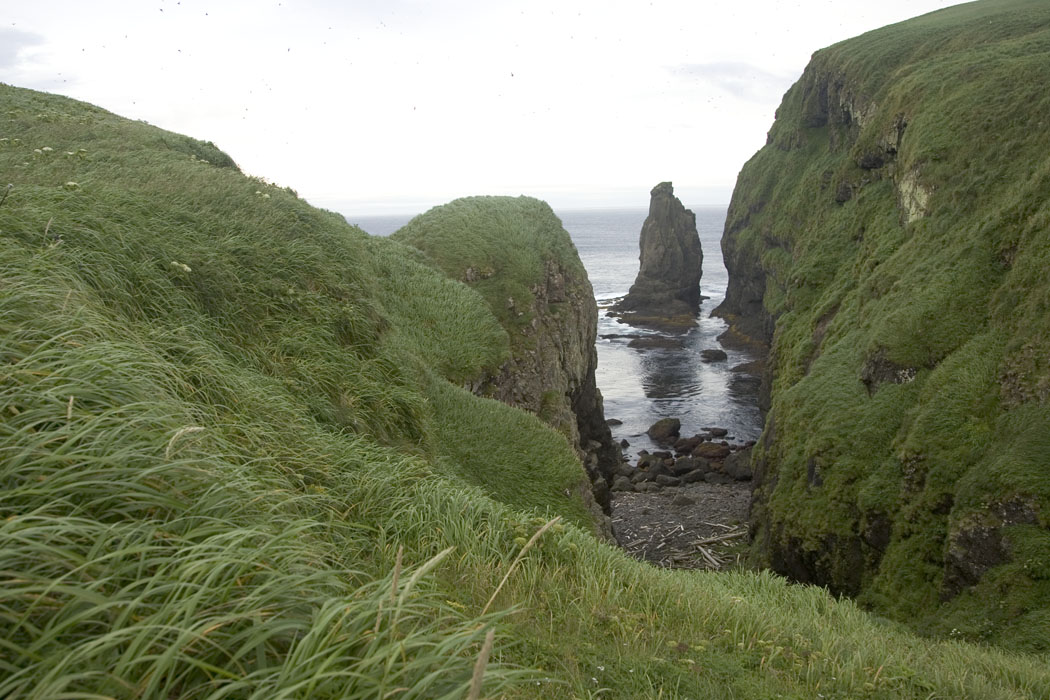

艾克塔克島是美國的島嶼，位於安庫坦島以東61公里的太平洋海域，屬於克列尼岑群島的一部分，由阿拉斯加州負責管轄，長2.1公里，最高點海拔高度148米，島上無人居住。
54°11′01″N 164°49′41″W / 54.18361°N 164.82806°W